# Contea delle Isole Tiwi
La contea delle Isole Tiwi è una delle 16 Local Government Areas che si trovano nel Territorio del Nord, in Australia. Essa si estende su di una superficie di 7.500 chilometri quadrati ed ha una popolazione di 2.525 abitanti. La sede del consiglio si trova a Darwin, al di fuori dei confini della contea.